# Antaplaga alesaea
Antaplaga alesaea är en fjärilsart som beskrevs av Dyar 1918. Antaplaga alesaea ingår i släktet Antaplaga och familjen nattflyn. Inga underarter finns listade i Catalogue of Life.